# アールネ・シフヴォ
アールネ・シフヴォ（Aarne Sihvo, 1889年11月22日 - 1963年6月12日）は、フィンランドの軍人。

## 来歴
カレリア地方・ヴィロラハティの教員の家庭に生まれる。父は民族主義者で、息子に政治的信念を教えた。1910年、ヘルシンキ大学を卒業した。
1915年、フィンランド猟兵大隊に入隊し、ドイツ帝国軍側で第一次世界大戦に従軍した。
1918年、大尉としてフィンランド国防軍に入隊した。独立戦争時、1918年4月から5月までカレリア方面にてシフヴォ群を指揮した。当時、フィンランド軍で最も成功を収めた指揮官と考えられ、1年で大尉から中佐まで昇進した。
フィンランド独立後、その年の内に第3師団長に就任、東カレリアに対するオロネツ遠征隊を指揮した。
1924年、軍事アカデミー校長。
1925年、イタリア・トリノの軍事アカデミーを卒業。
1926年5月から1933年1月までフィンランド国防軍司令官。
1933年から1938年、フィンランド国防軍総監。
1938年から1941年、1944年から1946年、内務省民間防衛部長。
1941年から1944年、防空総司令官。
1946年6月4日、フィンランド国防軍総司令官に再任。
1953年5月31日、退役。

## 第二次大戦後
継続戦争を経てソ連と講和したフィンランドは、パリ条約によって軍備に制限を受けた。
具体的には
- 空軍の保有航空機は60機以内
- 爆撃機（爆撃主体の機体）、核兵器、ミサイル、潜水艦所有禁止
- 艦艇は1万トン以内
- 陸海軍の兵員は41900人以内（陸34400、海4500とする資料もあり）
- 正規軍以外の人員が軍事訓練を受けてはならない

といったものであった。
この中で正規軍の兵力の不足に関し、シフヴォは1948年3月、パリ条約は動員は禁止していないものとして、予備役を基礎とする大規模な動員システムを組むことを提案。
これが認可された事で、フィンランド国防軍は平時は条約以内の人員の正規軍しか保有しないものの、いざという時には後方要員を含む100万前後に及ぶ動員体制を構築することに成功した。